# Чжалун
Природный заповедник Чжалун (кит. упр. 扎龙国家级自然保护区, пиньинь Zhālóng guójiā jízìránbǎohùqū) — национальный заповедник на северо-востоке Китая в провинции Хэйлунцзян в 26 км к юго-востоку от города Цицикар.
Общая площадь заповедника 210 тыс. га, в основном он ориентирован на защиту японского (уссурийского) журавля и других водоплавающих птиц, живущих в водно-болотных угодьях.
Слово «Чжалун» дословно означает «биться с драконом» (扎 и 龍).

## География
Координаты заповедника: 46°55'—47°35' с. ш. и 124°00'—124°30' в. д.
Климат умеренный континентальный, муссонный. Среднегодовая температура 3,9 ℃, в среднем 402,7 мм осадков. Заповедник имеет плоский ландшафт. Глубина болот до 0,75 м, глубина озёр до 5 м. Растёт тростник высотой 1—3 м.
В заповеднике живут около 300 японских журавлей. Численность белых журавлей до недавнего времени достигала 1 тысячи, однако они переселились севернее, на территорию России. Численность диких птиц составляет около 100 тыс.
В заповеднике также насчитывается 46 видов рыб, более 260 видов птиц, 21 вид млекопитающих и 468 видов высших растений.

## Экологические проблемы
В условиях глобальных климатических изменений район все чаще подвергается засухе. Уменьшение площади водно-болотных угодий становится серьёзной проблемой.
В 1990-х годах вдоль реки было построено более 60 закрытых резервуаров с водой, что привело к резкому сокращению стока из водно-болотных угодий в близлежащую реку (уточнить название) с 680 до 40 млн м³ в год. В то же время сотрудники заповедника начали строительство целого ряда проектов, что также привело к уничтожению части естественных водно-болотных угодий.
Кроме того, в районе распространены поджоги сухой травы, в результате чего травяные пожары уходят под землю. Так, в 2001 году травяной пожар продолжался более 6 месяцев.